# 19 апреля
19 апреля — 109-й день года (110-й в високосные годы) по григорианскому календарю.
До конца года остаётся 256 дней.
До 15 октября 1582 года — 19 апреля по юлианскому календарю, с 15 октября 1582 года — 19 апреля по григорианскому календарю.
В XX и XXI веках соответствует 6 апреля по юлианскому календарю.

## Праздники и памятные дни

### Национальные
- Англия — День примулы.
- Венесуэла — День Независимости (1810).
- Сьерра-Леоне — День Республики (1971).
- Уругвай — День высадки Тридцати трёх Ориенталес (1825)
- Россия — День принятия Крыма, Тамани и Кубани в состав Российской империи[2].

### Религиозные

#### Католические
- Память мученика Викентия Коллиурского (291 или 304 год);
- Память преподобного Герольда, отшельника (978 год).

#### Православные[3][4]

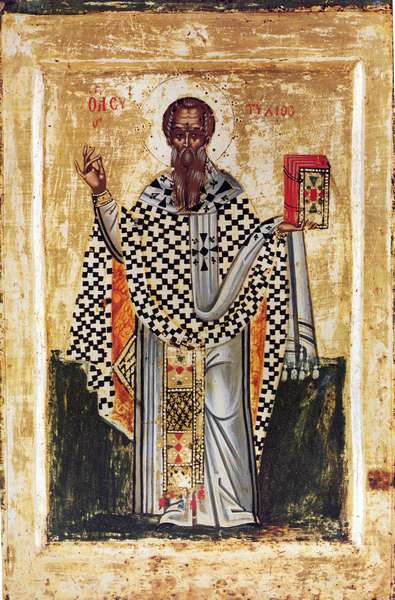
Евтихий Константинопольский

- Память святителя Евтихия, архиепископа Константинопольского (582 год);
- Память равноапостольного Мефодия, архиепископа Моравского (885 год);
- Память преподобной Платониды Сирской (308 год)[5];
- Память мучеников 120 Персидских (344—347 годы);
- Память мучеников Иеремия и Архилия иерея (III век);
- Память мучеников Петра Жукова и Прохора Михайлова (1918 год);
- Память священномучеников Иоанна (1934) и Иакова (1943 год) Бойковых, пресвитеров;
- Память преподобноисповедника Севастиана Карагандинского, архимандрита (1966 год).

### Именины
- Православные: Евтихий, Еремей, Мефодий, Платонида.
- Католические: Адольф, Владимир, Леон.

## События
См. также: Категория:События 19 апреля

### До XIX века
- 65 — раскрыт заговор Пизона против императора Нерона[6].
- 531 — битва при Каллинике между армиями Византии и державы Сасанидов[7].
- 1012 — в Гринвиче датчанами замучен до смерти архиепископ Кентерберийский Эльфиа, провозглашённый позднее католическим святым.
- 1506 — начался Лиссабонский погром[8].
- 1529 — на рейхстаге в Шпайере произошёл окончательный раскол немецких католиков и протестантов.
- 1563 — в Москве начала работать типография первопечатника Ивана Фёдорова и Петра Мстиславца, началось печатание первой русской датированной книги — «Апостола».
- 1648 — Голландско-португальская война: победой португальцев закончилась Первая битва у холмов Гуарарапис.
- 1706 — в ходе войны за Испанское наследство произошла битва при Кальчинато, закончившаяся победой франко-испанских войск.
- 1713 — Карлом VI Габсбургом, австрийским эрцгерцогом и императором Священной Римской империи, издана Прагматическая санкция, закон о престолонаследии.
- 1770 — Джеймс Кук открыл Новый Южный Уэльс (Юго-Восточная Австралия)[9].
- 1775 — первые сражения между британскими войсками и американскими колонистами у Лексингтона и Конкорда. Начало войны за независимость в Америке.
- 1780 — создав Управу благочиния, Екатерина II начала полицейскую реформу в Российской империи.
- 1783 — Екатерина II подписала манифест о присоединении Крыма[10] и Кубанской области к России.

### XIX век
- 1809
  - Война пятой коалиции: войска маршала Даву одержали победу над австрийскими войсками Карла Людвига в Тойген-Хаузенской битве.
  - В ходе войны Варшавского герцогства с Австрией произошла Рашинская битва, в которой польские войска под командованием Юзефа Понятовского одержали победу.
- 1810 — народное восстание в Каракасе. Начало войны за независимость Венесуэлы от Испании.
- 1825 — на восточном берегу реки Уругвай произошла высадка Тридцати трёх Ориенталес под командованием Хуана Антонио Лавальеха.
- 1831 — в ходе Ноябрьского восстания русские разгромили поляков в бою под Боремелем[11].
- 1839 — Лондонским договором признана независимость Бельгии от Нидерландов.
- 1850 — Англия и США подписали договор о совместном строительстве Панамского канала (позже США решили строить канал своими силами).
- 1866 — приостановлен выход в свет книги И. М. Сеченова «Рефлексы головного мозга» из-за «идей материализма»[12].
- 1880 — сражение при Ахмед-Хеле
- 1897 — проведён первый Бостонский марафон.

### XX век
- 1903 — начался Кишинёвский погром, один из самых кровавых еврейских погромов (по 21 апреля).
- 1919
  - Лесли Лерой Ирвин (англ. Leslie Leroy Irvin) совершил первый зарегистрированный прыжок-свободное падение из аэроплана с последующим раскрытием парашюта.
  - Польские войска захватили столицу Литбела Вильнюс.
- 1925 — первый выпуск всесоюзной ежедневной радиогазеты «Пионерская зорька».
- 1928 — завершено издание первого Оксфордского словаря английского языка.
- 1933
  - Отмена золотого стандарта в США.
  - Основана Социалистическая партия Чили.
- 1935 — в СССР основано спортивное общество «Спартак».
- 1937 — в Испании специальным декретом Франсиско Франко объявил о создании партии под названием «Испанская Традиционалистская Фаланга союзов национал-синдикалистского наступления».
- 1941 — Сенат США принял резолюцию о поддержке идеи создания еврейского государства в Израиле.
- 1943
  - В Бельгии подпольная группа «Еврейская солидарность» отбила у нацистов эшелон с еврейскими детьми, которых отправляли в Освенцим.
  - День велосипеда. В этот день Альберт Хофман впервые преднамеренно принял ЛСД (250 мкг). Опасаясь, что заболел, он поехал из лаборатории домой на велосипеде. Во время поездки он ощутил эффекты ЛСД и сделал этот день датой первого в мире «кислотного трипа».
  - Начало антинацистского восстания узников Варшавского гетто. Оно продолжалось почти месяц, однако в итоге было подавлено.
  - Секретным Постановлением Совета народных комиссаров СССР образован СМЕРШ.
  - Указ Президиума Верховного Совета СССР № 39 «О мерах наказания для немецко-фашистских злодеев».
- 1947 — партия «Индийский национальный конгресс» согласилась разделить Британскую Индию на Индию и Пакистан.
- 1956 — организована научно-исследовательская станция «Северный полюс-6» под руководством К. А. Сычёва, В. М. Дриацкого, С. Т. Серлапова и В. С. Антонова.
- 1960 — начались массовые демонстрации в Сеуле в ходе апрельской революции в Южной Корее против фальсификаций президентских выборов.
- 1965 — Гордоном Муром сформулирован так называемый «закон Мура», согласно которому количество транзисторов в кристалле микропроцессора удваивается каждые два года.
- 1970
  - Выборы в Колумбии давшие название организации «Движение 19 апреля».
  - На главном конвейере Волжского автомобильного завода был собран первый ВАЗ-2101, позже названный «копейкой».
- 1971 — запуск первой советской орбитальной станции «Салют».
- 1977 — катастрофа Ан-24 в Моэ, в результате которой погиб 21 человек. Крупнейшая авиакатастрофа в Эстонии.
- 1984 — официально утверждён национальный гимн Австралии.
- 1987 — семья Симпсонов впервые появляется в «Шоу Трейси Ульман» с первой короткометражной серией под названием Good night.
- 1991 — принятие закона РФ № 1031-1 «О занятости населения в Российской Федерации», образование службы занятости населения России.
- 1993 — на 51-й день осады поместья «Маунт Кармел» агентами ФБР на ранчо вспыхнул пожар, в результате которого погибли 82 члена секты «Ветвь Давидова», в том числе 21 ребёнок, а также 4 агента бюро ATF. Среди погибших оказался и лидер секты Дэвид Кореш.
- 1995 — теракт в Оклахома-Сити; погибли 168 человек. Это первый масштабный террористический акт в истории США, поразивший «сердце Америки».
- 2000
  - В центральной Румынии открыто крупнейшее в Европе месторождение золота.
  - Катастрофа Boeing 737 под Давао — крупнейшая авиакатастрофа на Филиппинах (131 погибший).

### XXI век
- 2005 — Конклав католических кардиналов в Ватикане избрал 265-го по счёту папу римского. Им стал кардинал Йозеф Ратцингер, принявший имя Бенедикт XVI (понтификат до 28 февраля 2013 года).
- 2011 — 84-летний Фидель Кастро покинул пост Первого секретаря ЦК Коммунистической партии Кубы, который занимал с 1961 года.
- 2020 — убийства в Новой Шотландии (начались 18 апреля).
- 2021 — вертолёт НАСА Ingenuity стал первым летательным аппаратом землян, совершившим полёт на другой планете.

## Родились
См. также: Категория:Родившиеся 19 апреля

### До XIX века
- 1483 — Паоло Джовио (ум. 1552), итальянский учёный-гуманист, историк («История Флоренции»), епископ Ночерский.
- 1776 — Василий Михайлович Головнин (ум. 1831), русский мореплаватель, вице-адмирал.
- 1777 — граф Карл Толь (ум. 1842), российский генерал от инфантерии, участник наполеоновских войн.
- 1795 — Христиан Готфрид Эренберг (ум. 1876), немецкий биолог, геолог, естествоиспытатель, основатель микропалеонтологии.
- 1796 — Франц Антон Герстнер (ум. 1840), австрийский и чешский инженер, строитель железных дорог.

### XIX век
- 1801 — Густав Теодор Фехнер (ум. 1887), немецкий психолог, основоположник психофизиологии и психофизики.
- 1834 — Григорий Мясоедов (ум. 1911), русский художник-передвижник.
- 1836 — Макс фон дер Гольц (ум. 1906), немецкий адмирал, участник Франко-прусской войны.
- 1845 — граф Михаил Муравьёв (ум. 1900), дипломат, министр иностранных дел Российской империи (1897—1900).
- 1848 — Всеволод Миллер (ум. 1913), русский филолог, фольклорист, этнограф и археолог, директор Лазаревского института восточных языков (1897—1911).
- 1857 — Василий Богородицкий (ум. 1941), русский советский филолог.
- 1875 — Иван Беляев (ум. 1957), русский генерал, почётный гражданин Республики Парагвай, исследователь, борец за права и просветитель парагвайских индейцев.
- 1877 — Ол Эвинруд (ум. 1934), норвежско-американский изобретатель, автор подвесного лодочного мотора.
- 1881 — Валентин Волков (ум. 1964), русский и белорусский советский художник («Вузовцы», «Минск 3 июля 1944 г.» и др.).
- 1883 — Рихард фон Мизес (ум. 1953), математик и механик австрийского происхождения.
- 1885 — Карл Тарвас (ум. 1975), эстонский архитектор.
- 1889 — Отто Георг Тирак (покончил с собой 1946), немецкий нацист, рейхсминистр юстиции Германии (1942—1945).
- 1892
  - Георгий Адамович (ум. 1972), русский поэт, писатель, критик, переводчик и публицист, эмигрант.
  - Жермен Тайфер (наст. имя Марсель Тайфес; ум. 1983), французская пианистка и композитор.
  - Григорий Шайн (ум. 1956), советский астроном, академик.
- 1898 — Рита Райт-Ковалёва (урожд. Раиса Черномордик; ум. 1988), советская писательница и переводчица.
- 1900
  - Александр Птушко (ум. 1973), кинорежиссёр (фильмы «Золотой ключик», «Новый Гулливер», «Руслан и Людмила» и др.), кинооператор, мультипликатор, сценарист, художник, народный артист СССР.
  - Ричард Хьюз (ум. 1976), английский писатель-романист, поэт, драматург.

### XX век
- 1902 — Вениамин Каверин (наст. фамилия Зильбер; ум. 1989), русский советский писатель, драматург и сценарист.
- 1903 — Элиот Несс (ум. 1957), спецагент министерства финансов США, посадивший Аль Капоне в тюрьму на 11 лет.
- 1905 — Джим Моллисон (ум. 1959), шотландский лётчик, пионер авиации.
- 1907 — Афрасияб Бадалбейли (ум. 1976), композитор, дирижёр, музыковед, народный артист Азербайджанской ССР.
- 1908 — Ирена Эйхлерувна (ум. 1990), польская актриса.
- 1909 — Борис Блинов (ум. 1943), актёр театра и кино (комиссар Фурманов в фильме «Чапаев»), заслуженный артист РСФСР.
- 1911
  - Георгий Марков (ум. 1991), советский писатель («Строговы», «Соль земли» и др.), сценарист, драматург, журналист.
  - Надежда Федосова (ум. 2000), актриса театра и кино, заслуженная артистка РСФСР.
- 1912 — Гленн Теодор Сиборг (ум. 1999), американский химик-ядерщик, открывший плутоний, нобелевский лауреат (1951).
- 1922 — Эрих Хартманн (ум. 1993), немецкий лётчик, самый успешный лётчик-истребитель за всю историю воздушных боёв.
- 1926 — Борис Аракчеев (ум. 2013), белорусский советский живописец, педагог.
- 1928
  - Ричард Гарвин (ум. 2025), американский физик, специалист по ядерному оружию, один из отцов первой водородной бомбы.
  - Алексис Корнер (ум. 1984), английский блюзовый и рок-музыкант.
- 1931 — Андрей Ершов (ум. 1988), советский математик-программист, академик.
- 1932 — Андреа Мид-Лоуренс (ум. 2009), американская горнолыжница, двукратная олимпийская чемпионка (1952).
- 1933 — Джейн Мэнсфилд (погибла в 1967), американская актриса, секс-символ 1950-х, обладательница «Золотого глобуса».
- 1939 — аятолла Али Хаменеи, иранский политик и религиозный деятель, президент Ирана (1981—1989), глава государства (с 1989).
- 1941 — Виталий Игнатенко, советский и российский журналист, в 1991—2012 гг. генеральный директор ИТАР-ТАСС.
- 1942 — Алан Прайс, английский рок-музыкант, клавишник группы «The Animals», автор песен и актёр.
- 1944 — Джеймс Хекман, американский экономист, лауреат Премии по экономике памяти Альфреда Нобеля (2000).
- 1945
  - Михаил Езепов, советский и российский актёр театра и кино, театральный режиссёр.
  - Александр Ткаченко (ум. 2007), русский поэт и правозащитник.
- 1946 — Тим Карри, английский актёр и певец, обладатель премии «Эмми».
- 1949 — Палома Пикассо, французский модельер, бизнесвумен, ювелирный дизайнер.
- 1955 — Сергей Рудницкий (ум. 2024), советский и российский композитор и аранжировщик, музыкальный руководитель театра «Ленком».
- 1956
  - Пол Марио Дэй (ум. 2025), британский, английский певец, который был первым вокалистом хеви-метал-группы Iron Maiden и More.
  - Сергей Скачков, советский и российский рок-музыкант, композитор, солист и фронтмен группы «Земляне».
- 1957 — Сергей Баталов, советский и российский актёр театра и кино, заслуженный артист РФ.
- 1961 — Анна Герасимова (Умка), российская певица, автор песен, рок-музыкант, поэтесса, литературовед.
- 1962 — Пол Трульсен, норвежский кёрлингист.
- 1964 — Франк-Петер Рёч, восточногерманский биатлонист, двукратный олимпийский чемпион, 5-кратный чемпион мира.
- 1966 — Вероник Жанс, французская оперная певица.
- 1968 — Эшли Джадд, американская актриса кино и телевидения.
- 1970
  - Луис Мигель (Луис Мигель Гальего Бастери) мексиканский эстрадный певец.
  - Келли Холмс, британская бегунья, двукратная олимпийская чемпионка (2004).
- 1971 — Марийонас Микутавичюс, литовский певец, телеведущий, журналист.
- 1972
  - Ирина Нельсон (наст. фамилия Тюрина), российская певица, автор песен, продюсер и солистка группы Reflex.
  - Ривалдо (Ривалдо Витор Борба Феррейра), бразильский футболист, чемпион мира (2002).
- 1978
  - Наталья Еприкян, российская актриса, автор и продюсер телешоу Comedy Woman.
  - Джеймс Франко, американский актёр, кинорежиссёр, сценарист, продюсер, лауреат премии «Золотой глобус».
- 1979 — Кейт Хадсон, американская актриса, кинорежиссёр, сценарист продюсер обладательница «Золотого глобуса».
- 1981 — Хейден Кристенсен, канадский актёр кино, телевидения и озвучивания.
- 1985 — Александр Третьяков, российский скелетонист, олимпийский чемпион (2014), чемпион мира (2013).
- 1986 — Кэндис Паркер, американская баскетболистка, двукратная олимпийская чемпионка, двукратная чемпионка женской НБА.
- 1987
  - Оксана Акиньшина, российская актриса кино и телевидения.
  - Джо Харт (Чарльз Джозеф Джон Харт), английский футболист, вратарь.
  - Мария Шарапова, российская теннисистка, экс-первая ракетка мира, 5-кратная победительница турниров Большого шлема.
- 1988 — Валентина Мазунина, российская актриса театра и кино.
- 1995 — Лиа Смит, американская пловчиха, олимпийская чемпионка, многократная чемпионка мира.

## Скончались
См. также: Категория:Умершие 19 апреля

### До XIX века
- 1054 — Лев IX (в миру граф Бруно фон Эгисхайм-Дагсбург; р. 1002), 152-й папа римский (1049—1054).
- 1560 — Филипп Меланхтон (р. 1497), немецкий гуманист, теолог, евангелический реформатор, сподвижник Мартина Лютера.
- 1567 — Михаэль Штифель (р. 1487), немецкий математик, деятель протестантской Реформации.
- 1588 — Паоло Веронезе (наст. имя Паоло Кальяри; р. 1528), итальянский художник, живописец венецианской школы.
- 1689 — Кристина (р. 1626), правящая королева Швеции (1632—1654)
- 1768 — Антонио Каналетто (наст. имя Джованни Антонио Каналь; р. 1697), итальянский художник-пейзажист.
- 1774 — Леже-Мари Дешан (р. 1716), французский философ-материалист и социалист-утопист.

### XIX век
- 1822 — Платон Зубов (р. 1767), русский государственный и военный деятель, последний фаворит Екатерины II.
- 1824 — лорд Джордж Гордон Байрон (р. 1788), английский поэт-романтик.
- 1851 — Георг Франц Август фон Бюкуа (р. 1781), немецкий философ.
- 1860 — Кароль Подчашинский (р. 1790), литовский архитектор, профессор Виленского университета.
- 1871 — Густав Йегер (р. 1808), немецкий художник, мастер исторической живописи; директор Лейпцигской академии художеств[13].
- 1881 — Бенджамин Дизраэли (р. 1804), британский государственный деятель и писатель, 40-й и 42-й премьер-министр Великобритании (1868 и 1874—1880).
- 1882 — Чарльз Дарвин (р. 1809), английский натуралист и путешественник, автор эволюционной теории.
- 1885 — Николай Костомаров (р. 1817), российский историк, этнограф и писатель.
- 1893 — Пётр Астафьев (р. 1846), русский философ, психолог и публицист.
- 1894 — Иван Шмальгаузен (р. 1849), российский ботаник, член-корреспондент Санкт-Петербургской АН.

### XX век
- 1904 — Изабелла II (р. 1830), королева Испании (1833—1868).
- 1906 — Пьер Кюри (р. 1859), французский физик, академик, лауреат Нобелевской премии (1903).
- 1914 — Чарльз Сандерс Пирс (р. 1839), американский философ, логик, математик.
- 1916 — Эрнст Миддендорф (р. 1851), российский естествоиспытатель, орнитолог, путешественник, агроном.
- 1937 — Уильям Уилер (р. 1865), американский энтомолог, академик.
- 1938 — расстрелян Иван Касаткин (р. 1880), русский советский писатель, сотрудник ВЧК.
- 1939 — Николай Синельников (р. 1855), режиссёр, актёр, театральный деятель, народный артист РСФСР.
- 1942 — погиб Михаил Ефремов (р. 1897), советский военачальник, генерал-лейтенант, Герой России.
- 1959 — Алексий (в миру Александр Дехтерёв; р. 1889), русский педагог, писатель, архиепископ Виленский и Литовский.
- 1967 — Конрад Аденауэр (р. 1876), первый канцлер ФРГ (1949—1963).
- 1973
  - Николай Горбань (р. 1899), советский историк, архивист, писатель.
  - Ганс Кельзен (р. 1881), австрийский и американский юрист, судья и философ, один из основных теоретиков позитивизма, основоположник концепции конституционного суда.
- 1975 — Перси Джулиан (р. 1899), американский химик, синтезировавший ряд гормонов из соевых бобов.
- 1982 — Дмитрий Александрович Тяпочкин (р. 1894), архимандрит Русской православной церкви.
- 1983 — Ежи Анджеевский (р. 1909), польский писатель, диссидент.
- 1985 — Павел Батов (р. 1897), советский военный деятель, генерал армии, дважды Герой Советского Союза.
- 1989 — Дафна Дюморье (р. 1907), английская писательница и биограф.
- 1990 — Сергей Филиппов (р. 1912), комедийный актёр театра и кино, народный артист РСФСР.
- 1993 — Игорь Акимушкин (р. 1929), советский биолог, писатель, автор книг о жизни животных.
- 1998 — Октавио Пас (р. 1914), мексиканский поэт, эссеист, переводчик, лауреат Нобелевской премии (1990).
- 1999 — Жорж Миз (р. 1904), швейцарский гимнаст, 4-кратный олимпийский чемпион (1928, 1936), двукратный чемпион мира (1934).
- 2000 — Сергей Залыгин (р. 1913), русский советский писатель и общественный деятель, в 1986—1998 гг. главный редактор журнала «Новый мир».

### XXI век
- 2002 — Реджинальд Роуз (р. 1920), американский прозаик, драматург и сценарист.
- 2005 — Джордж Пан Косматос (р. 1941), американский кинорежиссёр.
- 2011 — Элизабет Слейден (р. 1946), британская телевизионная актриса и ведущая.
- 2012
  - Валерий Васильев (р. 1949), советский хоккеист, двукратный олимпийский чемпион (1972, 1976), 8-кратный чемпион мира.
  - Грег Хэм (р. 1953), американский музыкант, автор песен, саксофонист и флейтист группы Men at Work.
- 2023 — Мунбин (р. 1998), южнокорейский певец, танцор, актёр и модель.
- 2024
  - Дэниел Деннет (р. 1942), американский философ и когнитивист, исследователь в области философии сознания, философии науки и философии биологии.
  - Мухаммед Фарис (р. 1951), космонавт «Союз ТМ-3», «Союз ТМ-2» и «Мир»; первый и единственный космонавт Сирии, генерал-майор.
- 2025
  - Тассило Тирбах (р. 1956), немецкий фигурист-парник из ГДР, чемпион мира (1982) и Европы (1982, 1983).
  - Ги Улленс (р. 1935), бельгийский коллекционер и меценат, бывший бизнесмен.

## Народный календарь, приметы и фольклор Руси
Евтихий.
- Коли на Евтихия день тихий — ранние яровые урожайны[14].
- Но если в этот день сильный ветер, то крестьяне на Руси горевали: «Евтихий ветром бьёт — колос собьёт»[15].